# قصر هور
قرية قصر هور هي إحدى القرى التابعة لمركز ملوى بمحافظة المنيا في جمهورية مصر العربية. حسب إحصاءات سنة 2006، بلغ إجمالي السكان في قصر هور 18931 نسمة، منهم 9678 رجلا و9253 امرأة.

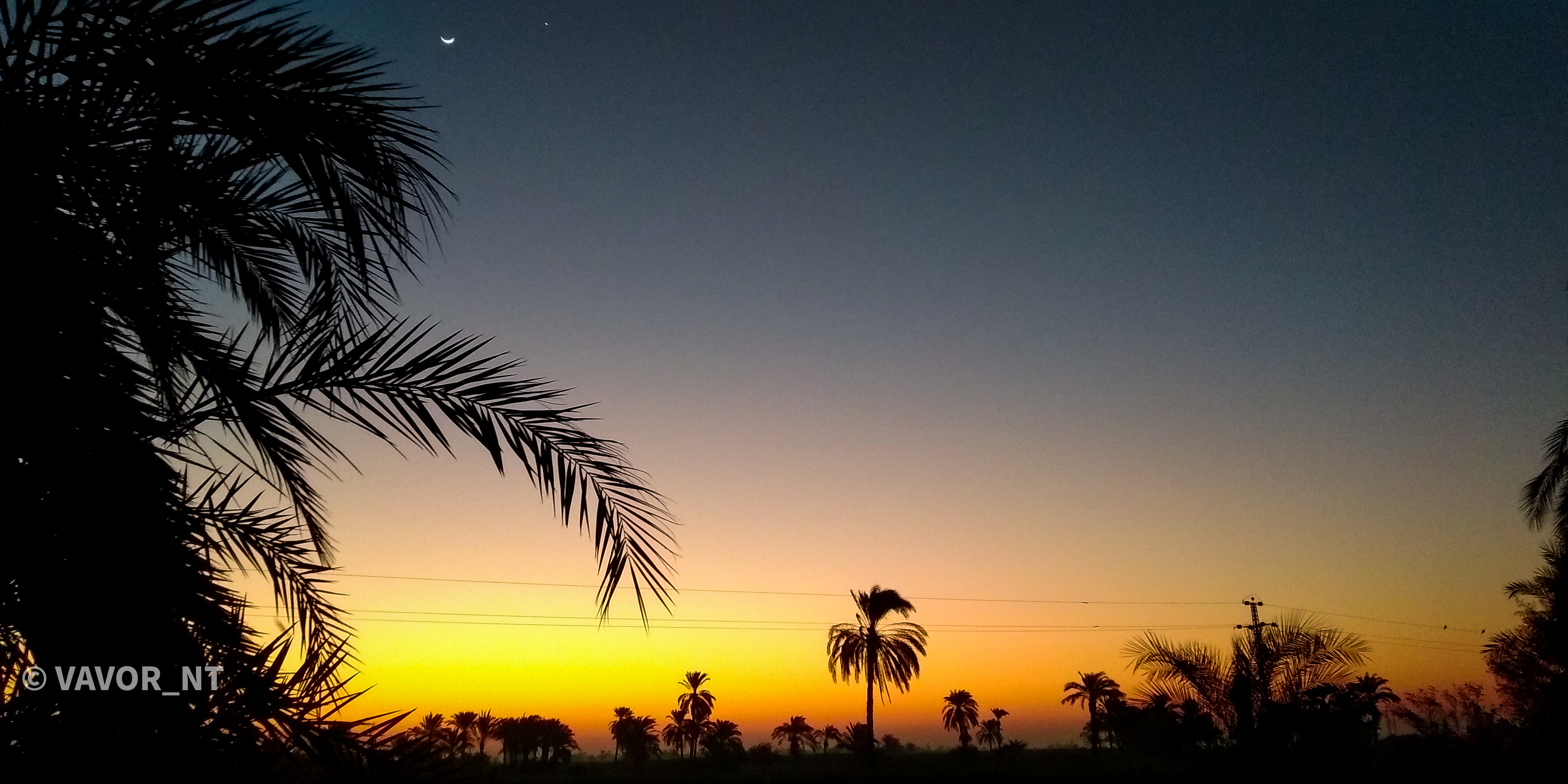
صوره لاحدي المناطق الزراعية غروب قرية قصر هور

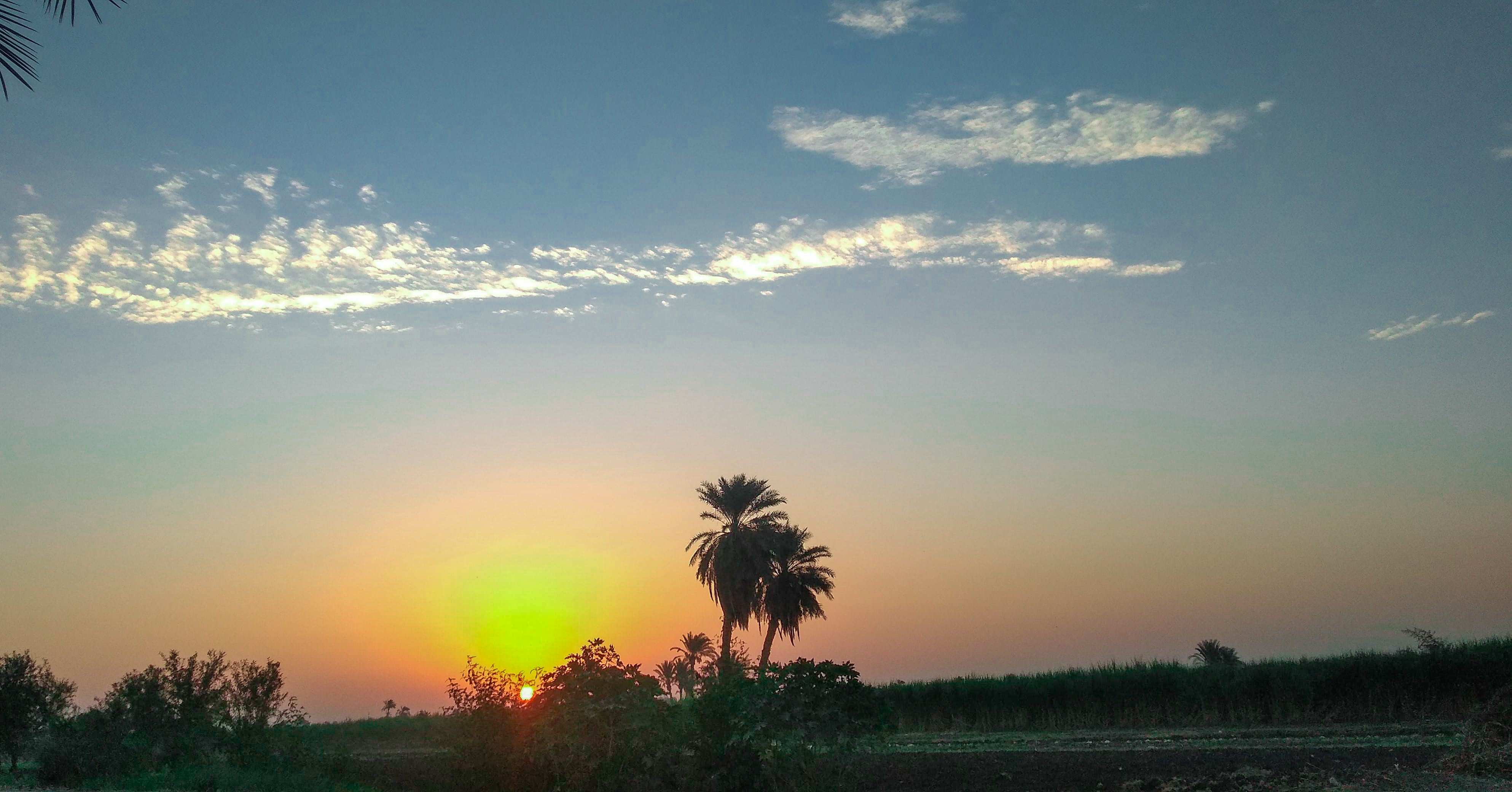
صوره لاحدي المناطق الزراعية غروب قرية قصر هور